# 西郷バスストップ

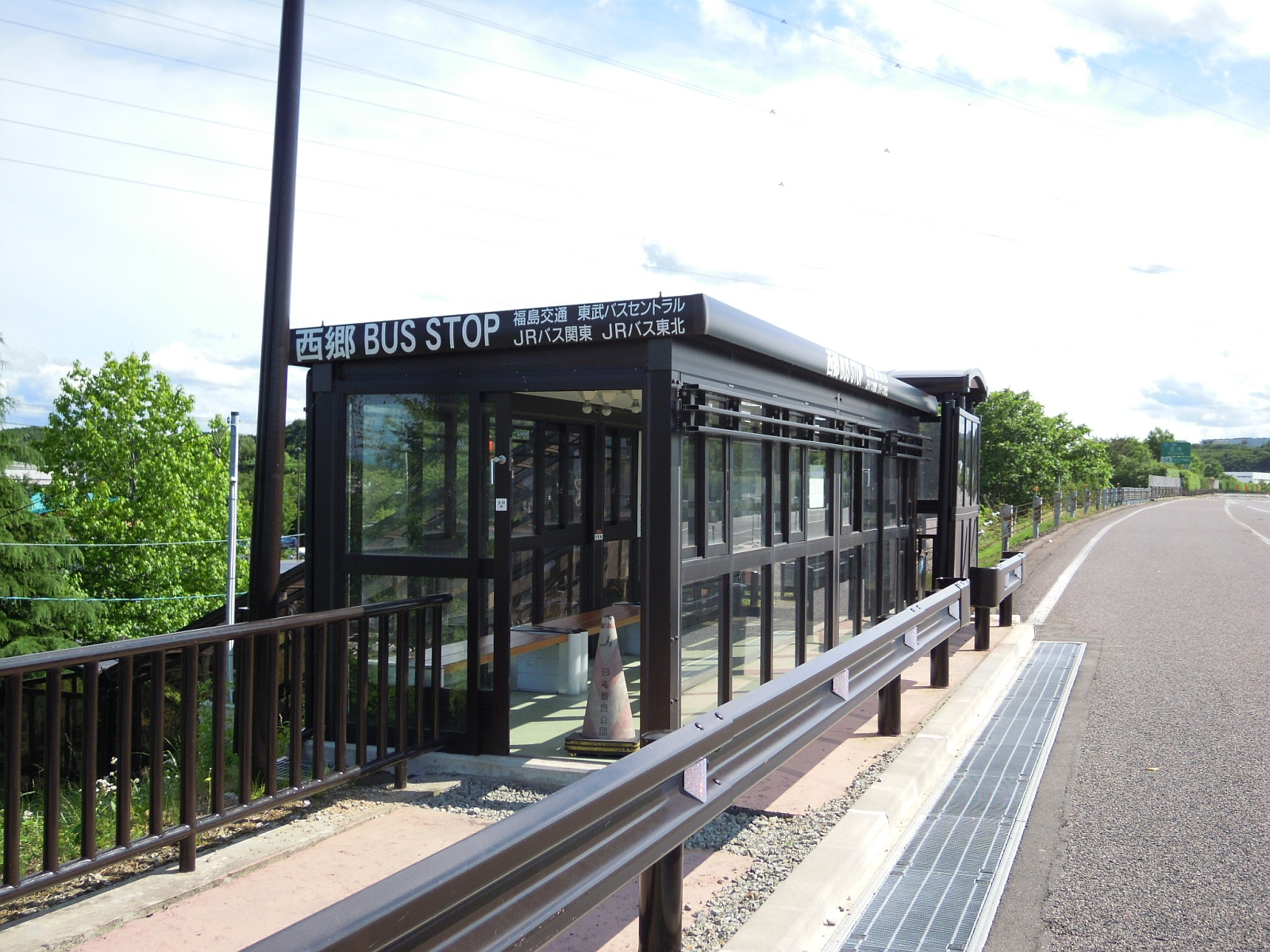
西郷バスストップ（上り線側）待合室

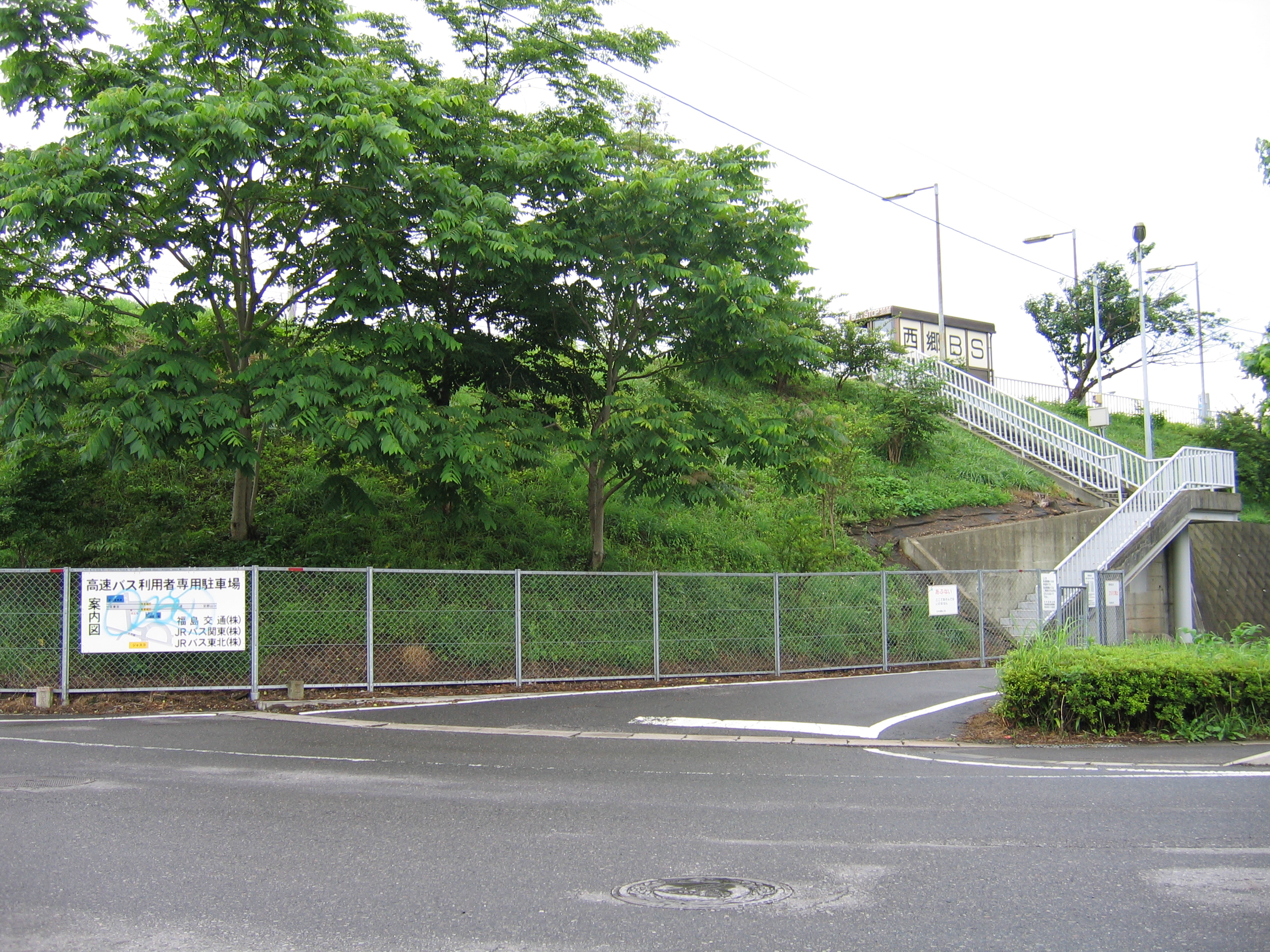
西郷バスストップ入口（東京方面。国道4号側より撮影）

西郷バスストップ（にしごうバスストップ）は、福島県西白河郡西郷村にある東北自動車道のバス停留所である。国道4号と東北自動車道が交差する付近にある。

## 停車する路線
- 福島交通
  - あぶくま号（新宿 ‐ 郡山・福島間）JRバス東北と共同運行
  - あだたら号（新越谷・浦和美園 ‐ 郡山間）東武バスセントラルと共同運行
  - ギャラクシー号（大阪・京都 ‐ 郡山・福島間）近鉄バスと共同運行
  - 夜行高速バス名古屋線（福島・宇都宮 ‐ 名古屋間）名鉄バスと共同運行[1][2][3][4][5][6]

## 周辺
- 高速バス利用者用無料駐車場
- JR東日本東北新幹線・東北本線新白河駅 高原口 - 東へ約1.2km（徒歩約15分〜20分、車で5分弱）
- イオン白河西郷ショッピングセンター

## 隣
E4東北自動車道
(14)白河IC - 西郷BS - (14-1)白河中央スマートIC - 阿武隈PA - (15)矢吹IC
福島交通
- あぶくま号
  - 王子駅前 - 西郷BS - 矢吹泉崎BS
- あだたら号
  - 浦和美園駅東口 - 佐野新都市バスターミナル - 西郷BS - 矢吹泉崎BS
- ギャラクシー号
  - 京都駅八条口 - 西郷BS - 矢吹泉崎BS
- 郡山・宇都宮 - 名古屋線
  - 宇都宮駅 - 西郷BS -  須賀川営業所